# Уш (енсі)
Уш — правитель (енсі) стародавнього шумерського міста-держави Умма. Його правління припадало на XXIV століття до н. е. Є першим відомим правителем Умми. За допомогою Кіша вторгся до прикордонного району Лагаша Гуедінну й захопив його. Також він зруйнував прикордонну стелу Месаліма. Утім Еанатум, який невдовзі прийшов до влади у Лагаші, виступив проти Уша й завдав тому нищівної поразки. Останній втратив 3600 воїнів. Сам Уш, імовірно, був убитий під час повстання, що спалахнуло в Уммі після тієї поразки.